# 郝名宦
郝名宦，字忠顯，號仰葵，陕西延安府清涧县人。明朝政治人物、進士出身。

## 生平
万历十年（1582年）壬午科舉人，十七年（1589年）己丑科進士。初授户部河南司主事，改兵部武选司主事。二十四年丙申（1596年）以封倭事謫山西和顺县典史，遷文水县知县。泰昌元年（1620年），起爲南京刑部山西司主事。天启中，歴任順天府府丞、通政使司右通政、光禄寺卿、南京兵部右侍郎。五年（1625年）被削籍爲民。崇禎初起復原官，尋卒。